# Lijst van rijksmonumenten in Zeeland (plaats)
De plaats Zeeland telt 8 inschrijvingen in het rijksmonumentenregister. Hieronder een overzicht.
| Object | Oorspronkelijke functie?  | Bouwjaar        | Architect   | Locatie           | Coördinaten?                  | Nr.?   | Afbeelding |
| --- | ------------------------- | --------------- | ----------- | ----------------- | ----------------------------- | ------ | --- |
| Voormalig schoolgebouw. Rechthoekig pand met getoogde vensters en langgerekt pannen schilddak. Geprofileerde, bakstenen waterlijst onder de dakvoet. Aan de westzijde later verlengd | Onderwijs en wetenschap   | 1843            |             | Kerkstraat 55     | 51° 41' 52" NB, 5° 40' 27" OL | 40317  | Voormalig schoolgebouw. Rechthoekig pand met getoogde vensters en langgerekt pannen schilddak. Geprofileerde, bakstenen waterlijst onder de dakvoet. Aan de westzijde later verlengd |
| Boerderij op T-vormige plattegrond, onder rieten wolfdaken. In de woning ramen met kleine roedenverdeling en met luiken                                                              | Boerderij                 | 19e eeuw        |             | Kerkstraat 108    | 51° 42' 6" NB, 5° 40' 33" OL  | 40318  | Meer afbeeldingen |
| Coppensmolen | Industrie- en poldermolen | 1883            |             | Kerkstraat 122    | 51° 42' 14" NB, 5° 40' 38" OL | 40320  | Meer afbeeldingen |
| De Dageraad | Industrie- en poldermolen | 1874            |             | Molenstraat 2     | 51° 41' 43" NB, 5° 40' 17" OL | 40321  | Meer afbeeldingen |
| Tweeklaviers orgel met vrij Pedaal in de R.K. Kerk | Vanwege onderdelen kerk   | 1895            |             | in Kerkstraat 51  | 51° 41' 50" NB, 5° 40' 26" OL | 451832 | Tweeklaviers orgel met vrij Pedaal in de R.K. Kerk |
| Heilige Jacobus de Meerdere: pastorie | Kerkelijke dienstwoning   | midden 19e eeuw |             | Kerkstraat 51     | 51° 41' 51" NB, 5° 40' 25" OL | 519137 | Heilige Jacobus de Meerdere: pastorie |
| Heilige Jacobus de Meerdere: kerk met Heilig Hartbeeld | Kerk en kerkonderdeel     | 1871-1872       | C. van Dijk | Kerkstraat 51     | 51° 41' 51" NB, 5° 40' 25" OL | 519138 | Meer afbeeldingen |
| Heilige Jacobus de Meerdere: kerkhofkapel annex baarhuis | Kapel                     | 1914            |             | Kerkstraat bij 51 | 51° 41' 51" NB, 5° 40' 25" OL | 519139 | Heilige Jacobus de Meerdere: kerkhofkapel annex baarhuis |